# Galang Baru
Galang Baru is een bestuurslaag in het regentschap Batam van de provincie Riau-archipel, Indonesië. Galang Baru telt 2681 inwoners (volkstelling 2010).